# Geologická expozice Pod Klokoty
Geologická expozice Pod Klokoty se nachází na břehu řeky Lužnice nedaleko poutního areálu Klokoty ve stejnojmenné čtvrti okresního města Tábora v Jihočeském kraji. Expozice zahrnuje ukázky hornin z regionu Táborska a přilehlé jihozápadní oblasti Čech a je doplněna panely s popisy a mapami konkrétních lokalit a také komplexními informacemi o geomorfologii, geologii, pedologii a mineralogii celé oblasti.

## Umístění expozice
Geologická expozice je situována v nadmořské výšce zhruba 400 metrů v prostoru tzv. Modrého lomu na pravém břehu Lužnice pod křížovou cestou, pramenem Panny Marie Klokotské a přilehlou kaplí. Ukázky hornin byly z celého regionu svezeny a následně umístěny v lomu v průběhu let 2006 - 2007.

## Exponáty
Na dně lomu jsou rozmístěny ukázky nejrůznějších druhů magmatických, sedimentárních i metamorfovaných hornin, které se vyskytují jak v bezprostřední blízkosti Tábora, tak i ve vzdálenějších místech Jihočeského a Plzeňského kraje až po hranice s krajem Středočeským. Na více než dvou desítkách menších panelů jsou umístěny podrobné popisy, fotografie a geologické mapy lokalit. Jsou zde mj. zastoupeny vápence z Pacovy hory u Chýnova a z lomu Krty u Strakonic, pískovce a slepence z Nové Vsi u Chýnova, kvarcity od Chotovin a z vrchu Krkáček u Borotína, granulit z Plešovic na Českokrumlovsku, spilit z lomu na Dubové hoře u Litic v okrese Plzeň-město, skarn z lomu Kameník poblíž Hutí u Bechyně, žula z Chlumu u Blatné v okrese Strakonice a množství dalších exponátů. Na některých vzorcích jsou maloplošné výbrusy, na jejichž vyleštěných plochách si lze lépe prohlédnout strukturu dané horniny. Návštěvník si v expozici může prohlédnout i ukázky žuly, granodioritu a ruly, získané při ražbě výpusti táborského rybníka Jordán.

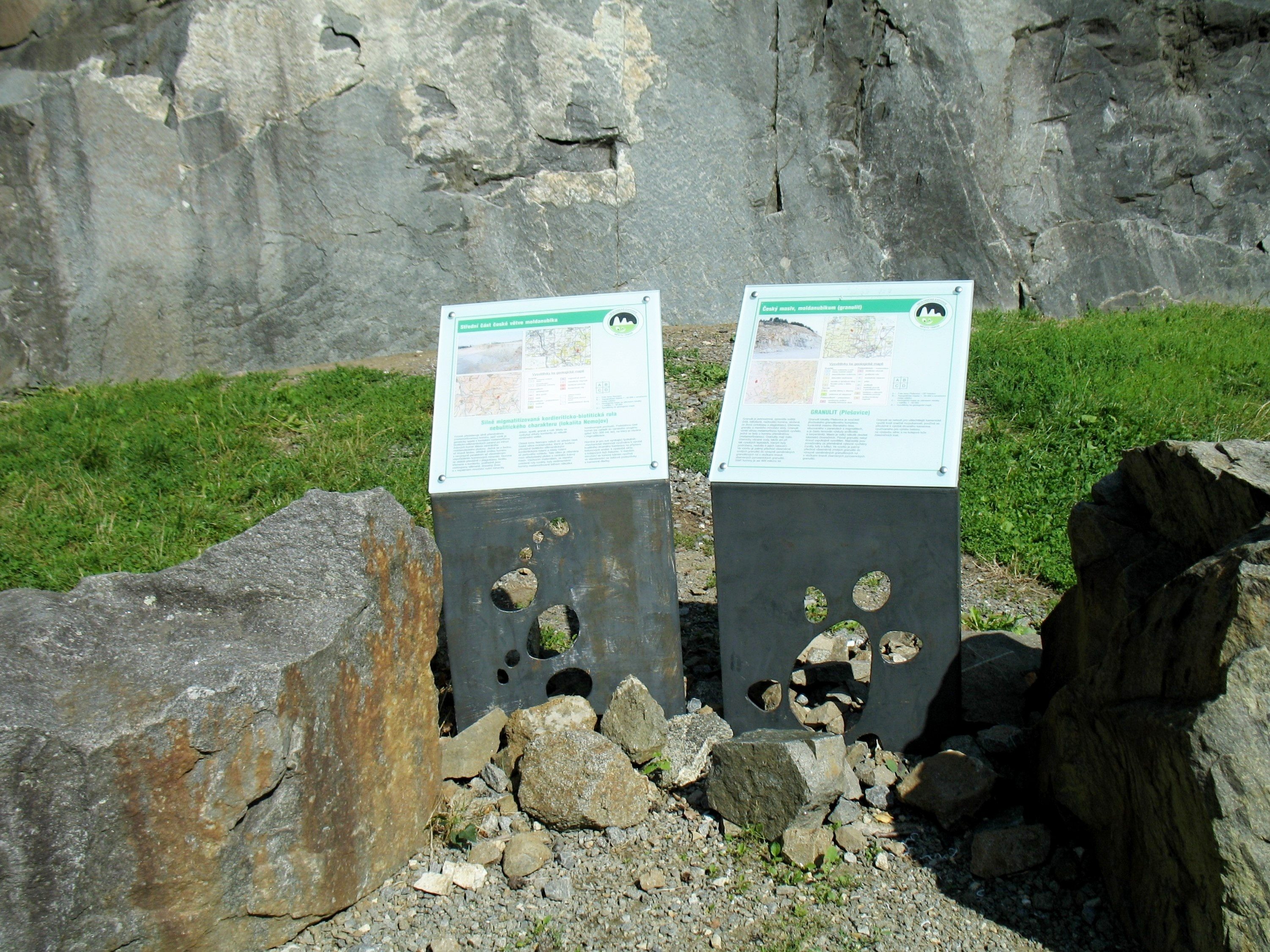
Panely s ukázkami biotitické ruly z Nemojova a granulitu z Plešovic

Expozici doplňují velké informační tabule, věnované základním informacím o vzniku a rozdělení hornin a minerálů, dále pak geomorfologii, vývoji georeliéfu a geologii Táborska a půdním poměrům v regionu.
Nedílnou součástí expozice je i samotný Modrý lom, v němž se minulosti těžil táborský syenit, hlubinná magmatitická hornina, která na rozdíl od žuly neobsahuje křemen. Materiál z lomu se dříve používal jako štěrkový kámen.

## Přístup
V roce 2025 byla expozice z bezpečnostních důvodů uzavřená.
Přilehlá místní komunikace, v této části nesoucí název U Řeky Lužnice, vede po pravém břehu řeky od Švehlova mostu kolem táborské ferraty. Od Modrého lomu silnice pokračuje dále k čističce odpadních vod a nakonec končí u Harrachovky.  Nejbližší, zeleně značená turistická stezka vede po hraně návrší nad lomem souběžně s křížovou cestou. Od turistického rozcestníku Klokoty - pod garážemi k lomu odbočuje nezpevněná lesní cesta. Modrý lom, na jehož stěnách je vyznačeno celkem 17 lezeckých cest, je zároveň jednou z nejznámějších horolezeckých lokalit na Táborsku.